# 梅森鎮區 (阿肯色州耶爾縣)
梅森鎮區（英語：Mason Township）是位於美國阿肯色州耶爾縣的一個行政鎮區。

## 地方資料
梅森鎮區的面積為61.78平方千米，當中陸地面積為60.75平方千米，而水域面積為1.03平方千米。根據2010年美國人口普查的數據，當地共有人口331人，而人口密度為每平方千米5.36人。